# Vriesea linharesiae
Vriesea linharesiae là một loài thuộc chi Vriesea. Đây là loài đặc hữu của Brasil.